# Кинг (окръг, Тексас)
Вижте пояснителната страница за други значения на Кинг.
Окръг Кинг (на английски: King County) е окръг в щата Тексас, Съединени американски щати. Площта му е 2365 km², а населението - 356 души (2000). Административен център е населеното място Гътри.